# 令和
令和（日语：／ Reiwa */?）是日本今上天皇德仁的年號，也是日本現行使用的紀年稱號，選自日本古籍《萬葉集》當中的詩句「初春令月，氣淑風和」，為日本首個所引典故並非出自中華傳統典籍的年號。該年號於日本時間2019年5月1日零時整正式啟用，取代前任天皇明仁的「平成」年號。
今年是西元2025年，即為令和7年。

## 改元

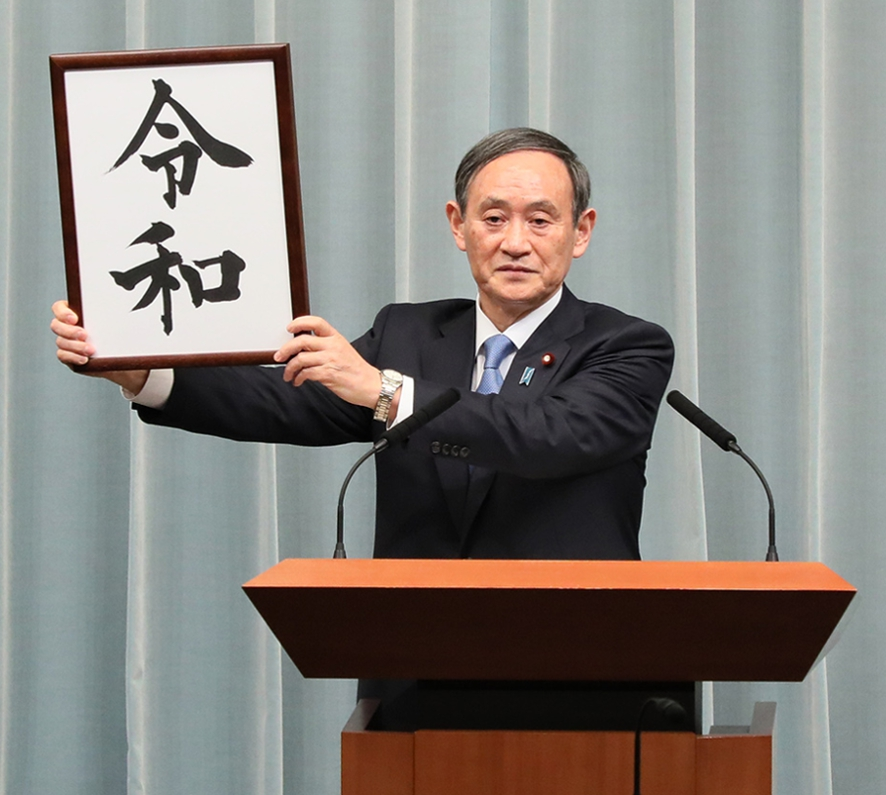
時任日本内阁官房長官菅义伟公布「令和」年号，其手举书有年号的纸牌由內閣府的辭令專門官茂住修身书写。

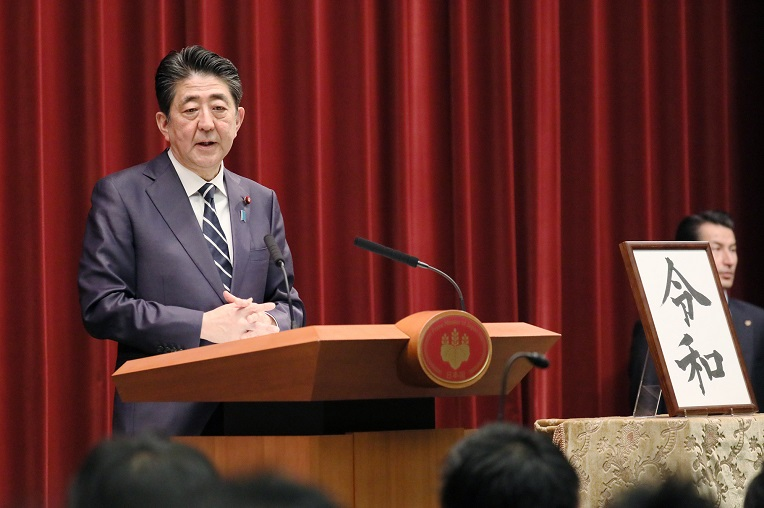
時任日本首相安倍晋三在记者会中对新年号的含义作出说明。

2016年8月8日，時任日本天皇明仁（年號平成）发表全国电视演说，向国民表达生前退位的意向。2017年6月16日，日本政府公布仅适用于明仁的《天皇退位特例法》，同年12月1日的皇室会议商討後，決定明仁於2019年4月30日「生前退位」（讓位）、時任皇太子德仁親王於5月1日繼位並更改年號。
2019年4月1日上午9時30分至10時8分，日本內閣召開專家座談會，並且在10時20分聽取參眾两院正副議長的意見之後，立即召開臨時內閣會議作出關於新年號的最終決定，再由宮內廳長官山本信一郎、宮內廳次長西村泰彥分別赴皇居御所向天皇明仁、東宮御所向皇太子德仁親王報告，後於11時40分由內閣官房長官菅義偉於首相官邸公布新年號為「令和」。同日，日本外务省向获日本承认的195个国家及台灣，以及联合国、欧洲联盟等国际组织通告新年号的羅馬字拼寫为“Reiwa”。
此次新年號選定過程中，除獲選者「令和」外，據報其餘候選年號共有5個，分別為「英弘」（／ Eikō〔Eikou〕）、「久化」（／〔〕 Kyūka〔Kiukwa〕）、「廣至」（〔〕／〔〕 Kōshi〔Kwautsi〕）、「萬和」（〔〕／〔〕 Banna〔Banwa〕）與「萬保」（〔〕／ Banpō〔Banpou〕）；此外，据讀賣新聞報導，同樣出自日本古籍的「天翔」（／〔〕 Tenshō〔Tentsiyau〕）一詞亦一度是新年號的有力候選，但因已有同名的葬儀社，不符合年號遴選標準而作罷。
最後，「令和」獲大多數專家支持而中選。而「令和」的提案者可能為國際日本文化研究中心名譽教授中西進。

### 資訊系統更新
為因應新年號更替，日本政府督促各級政府機關以及民間企業，能在新年號公布到正式啟用期間完成資訊系統的更新作業。由於「令和」在英文（或羅馬字）可寫作「Reiwa」或「Leiwa」，日本工業規格確定以「R」做為英文表記。内閣府官房总务课负责人答覆媒体指，会与公文书写法保持一致，採平文式罗马字写作「Reiwa」。
统一码联盟已在Unicode中預先存留码位U+32FF ㋿ （在部分較舊的作業系統上可能顯示為替代字元），以作为“令和”的全角年号符号，显示为“⿰令和”（左“令”右“和”）。同年5月7日發行的Unicode 12.1.0版，已經將U+32FF正式指定為「㋿」。
微软于2018年8月开始给出新年号有关的逻辑，开放有关人士进行测试，并且于2019年4月25日开始对当时仍受支持的所有Windows操作系统版本，包括Windows 8.1、Windows 7 SP1和Windows Server 2008 SP2之後的Windows Server等，进行有关的推送更新；而对于Windows的最新版本Windows 10 1809版，虽然因计划中的其他更新内容没能就绪而推迟更新，但仍于2019年5月1日当日推送KB4501835紧急更新，以支援令和年號；Windows 10 1903预览版（慢速和发行预览通道）亦于2019年5月2日实现更新。
蘋果公司在作業系統macOS的10.14.5版及iOS的12.3版加入了對於日曆顯示令和年號的支援。

### 手语表达
在年號公布當日，日本全國手語研修中心下属的日本手語研究所開始商討「令和」如何在日本手語中表現，并提出9個预选方案。最後，研修中心在2019年4月2日於京都府舉行記者會，決定「令和」的表現方式為「將聚集一起的五個手指，隨著手臂慢慢伸出而放開」。日本手語研究所的高田英一所長指出，將聚集的手指放開的表現方式，是描述梅花在春天盛開的情境，手臂的伸出即意味著「向未來邁進」。

## 年號典故

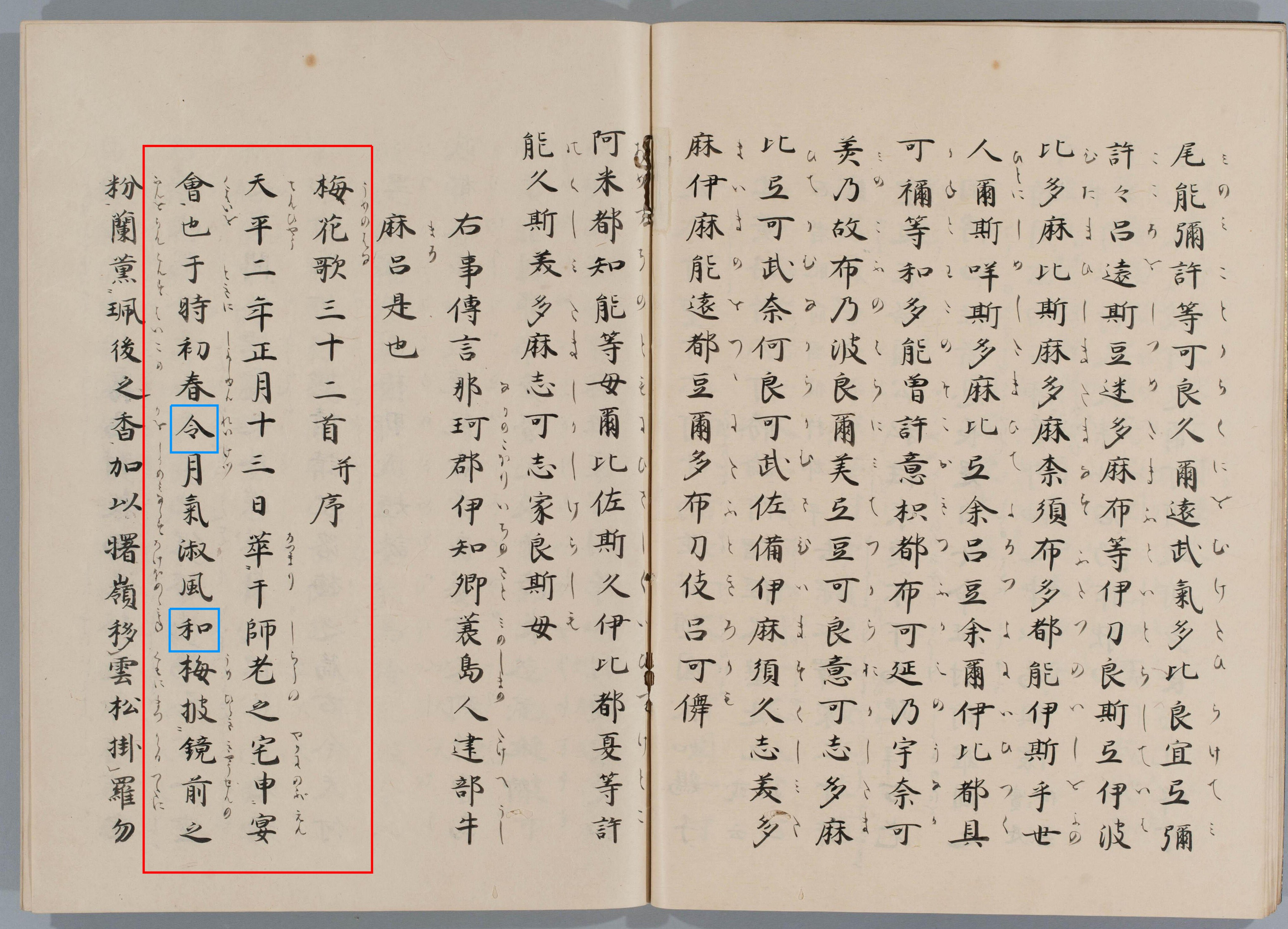
《萬葉集·卷五·梅花歌卅二首·並序》印本中的相应段落

年号“令和”的直接来源是日本古代诗歌总集《萬葉集·卷五·梅花歌卅二首·並序》收錄大伴旅人的漢文序言部分：“于時初春令月，氣淑風和，梅披鏡前之粉，蘭薰珮後之香”；「令」為美好，而「和」則溫和，即美好溫和之意，是首個所引典故出自日本經典而非中華古籍的年號（雖然原詩是以漢文結構寫成）。
內閣總理大臣安倍晋三在新年號公布後召開的记者会上表示新年號蘊含「文化在人們相互貼近的美麗心靈中誕生並茁壯成長」的意涵。日本外務省在4月3日對駐外使領館發出指示，指示其對海外說明「令和」具有的含意是（即「美麗的和諧」）。
与此同时，有中國学者认为“令和”及其出处《万叶集》都受到中国典籍的影响。在日本岩波書店出版的《新日本古典文學大系·萬葉集（一）》一書中，對“令月”的補註中提到东汉张衡《归田赋》。《万叶集》此句与《归田赋》的「于是仲春令月，时和气清」意境相仿，“气淑风和”则另有可能化用自东晉王羲之《兰亭集序》中的“天朗气清，惠风和畅”。比大伴旅人年代稍早的唐代薛元超《諫蕃官仗內射生疏》也出現“時惟令月，景淑風和”類似筆法。對於「令和」與《歸田賦》等文之間產生連結，部分中日網友認為「無法逃避中國的經典影響」。
按照日本媒體的報導，雖然時任內閣總理大臣安倍晉三在年號選擇的過程中有表達過「如果年號的來源是日本的作品的話那也不錯」的想法，但由於日本漢文古籍中有不少都是引自中國典籍，因此也有考慮從中國典籍和日本典籍兩方面共同作為來源的年號名稱。對此有日本評論文章認為，這是在未能獲得皇室支持的情況下所達成的妥協方案。
由於「令」字在當今漢字文化圈多有「命令」的意思，有日本漢字學家曾經把「令和」年號解讀為「使之和」。美聯社和紐約時報在年號公布後初期曾把年號翻譯成「秩序與和平」（英語：Order and Harmony）。

## 年表

### 令和元年（2019年5月始）
- 皇太子德仁繼位為天皇
- 安倍晋三成為令和時代首位首相

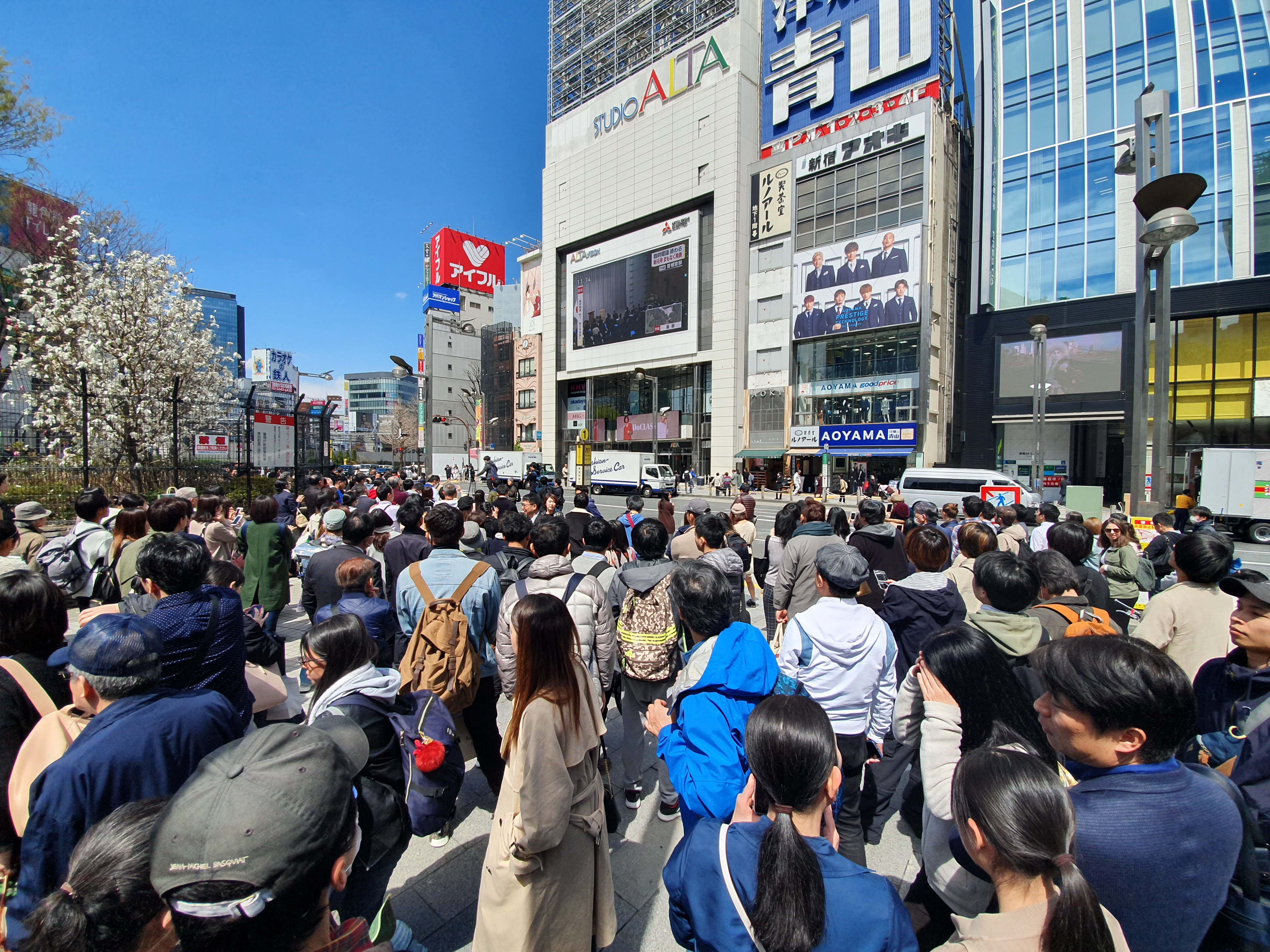
新年號發表當日（2019年4月1日）聚集於東京新宿ALTA的大螢幕前觀看年號發表電視轉播的群眾

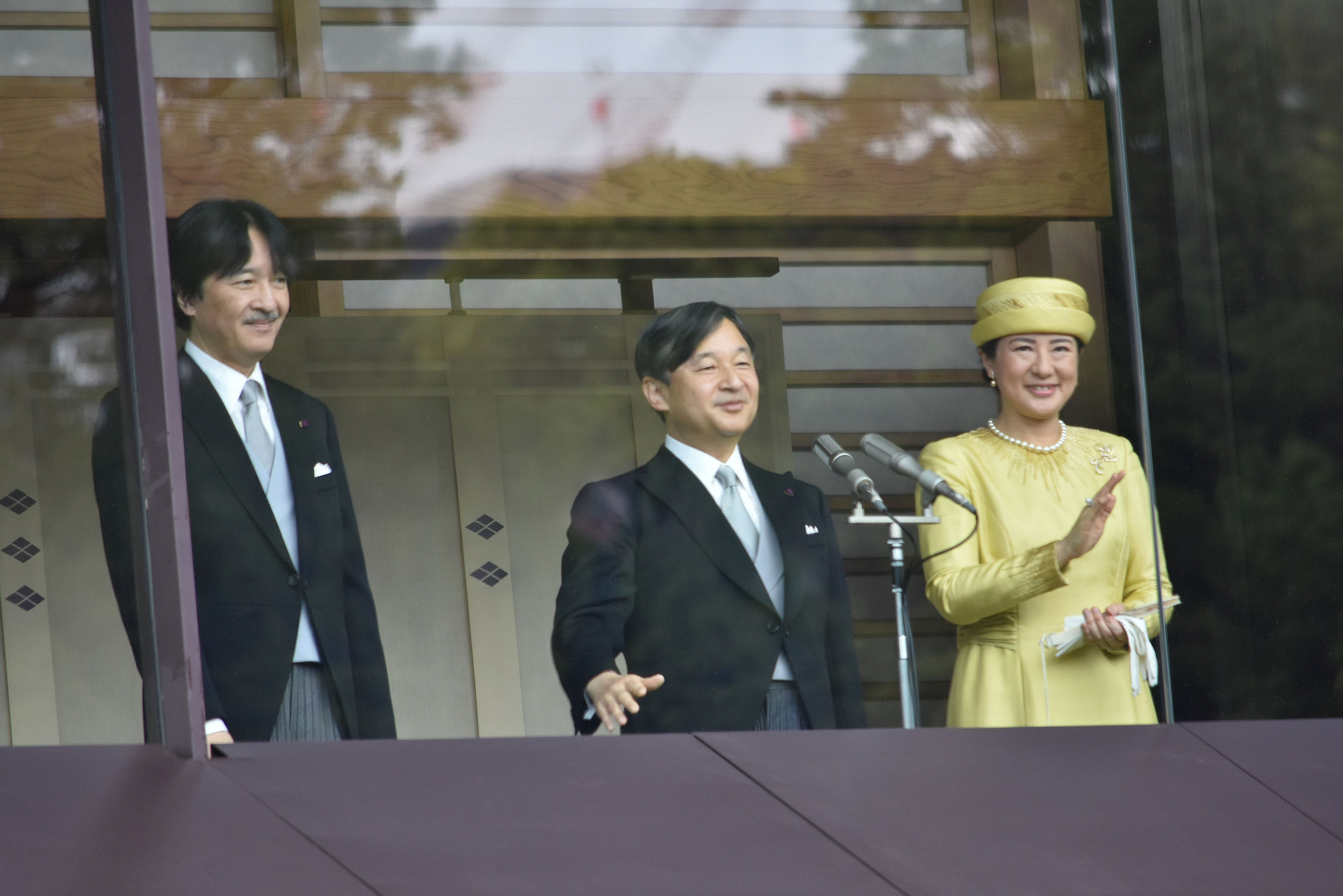
德仁即位後第一次接受朝賀

- 美国总统唐納·川普訪日，成為令和時代首位國賓
- 川崎殺傷事件
- 堺市長選舉，令和時代首次政令指定都市市長選舉
- 山形縣近海地震
- G20大阪峰會
- 搞笑藝人闇營業問題（日语：お笑い芸人による闇営業問題）爆發，數人遭到所屬經紀公司解雇或停止活動
- 日韓貿易爭端爆發
- 京都動畫縱火案
- 第25屆日本參議院議員通常選舉，令和時代首次國政選舉
- 韓國單方面宣布廢止韩日军事情报保护协定
- 颱風法茜侵襲東日本，造成千葉縣大範圍停電
- 2019世界盃橄欖球賽
- 消費稅稅率自10月1日起從8%調升至10%
- 吉野彰（旭化成）獲得諾貝爾化學獎
- 台风海贝思吹袭日本，造成关东地方及东海地方严重受灾
- 德仁即位大典
- 首里城第五次大火
- 安倍晉三首相賞櫻會醜聞
- 安倍晉三於11月20日成為日本累積在位最久首相
- 旅阿富汗醫師暨人道工作者中村哲遇害身亡

### 令和二年（2020年）

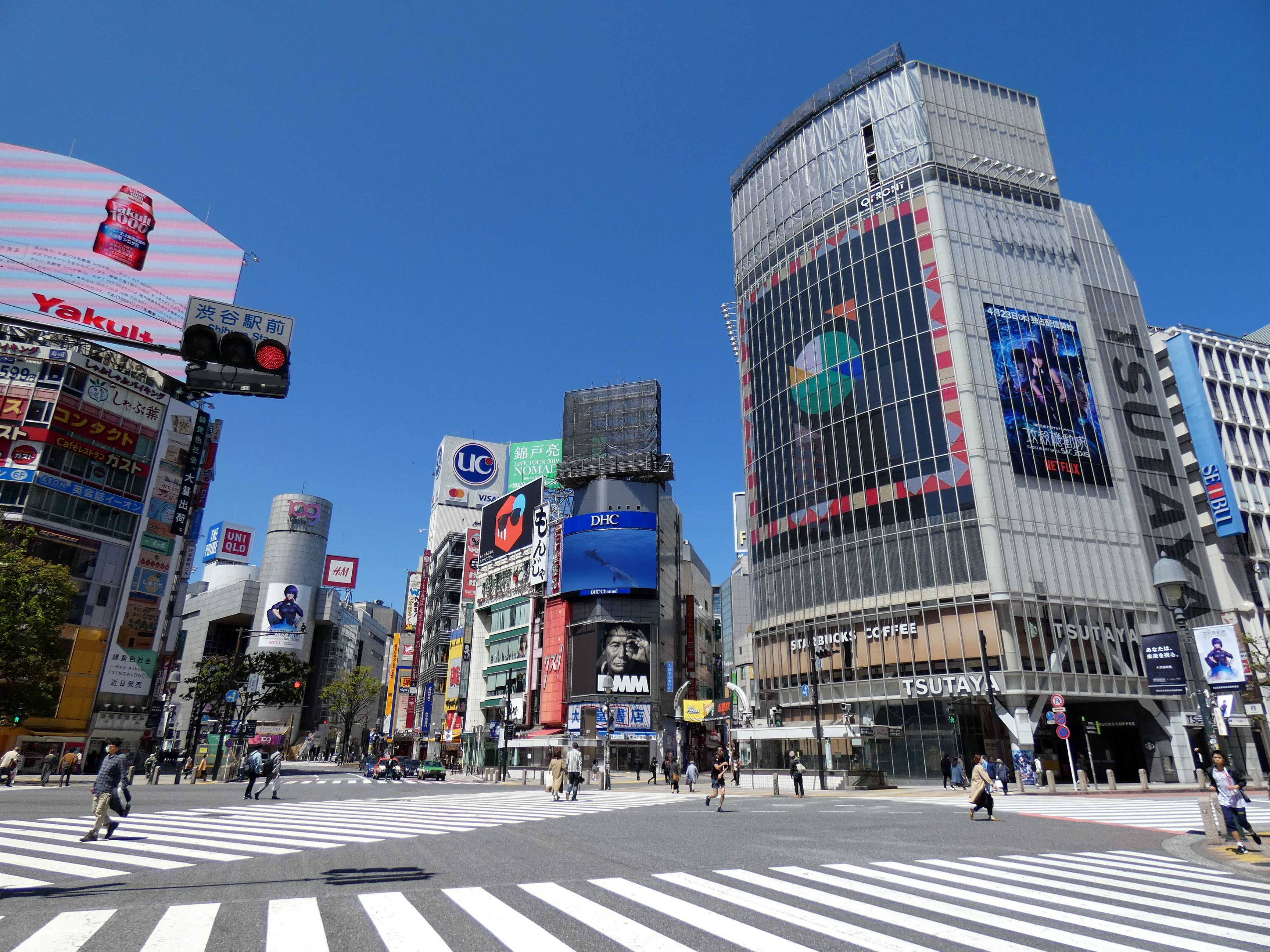
東京因新冠疫情進入緊急事態宣言狀態的第二個週末，外出的民眾明顯減少（2020年4月19日攝於澀谷站前交叉口）

- 2019冠狀病毒病（COVID-19）日本疫情
- 2020東京奧運及帕運因應COVID-19疫情延期
- 日本政府因應COVID-19疫情發布緊急事態宣言，為期約一個半月
- 安倍晉三成為日本連續在位最久首相
- 安倍晉三因痼疾復發，宣布辭去自民黨總裁及首相職務
- 菅義偉接替安倍晉三就任首相，成為首位在令和時代上任的首相

### 令和三年（2021年）

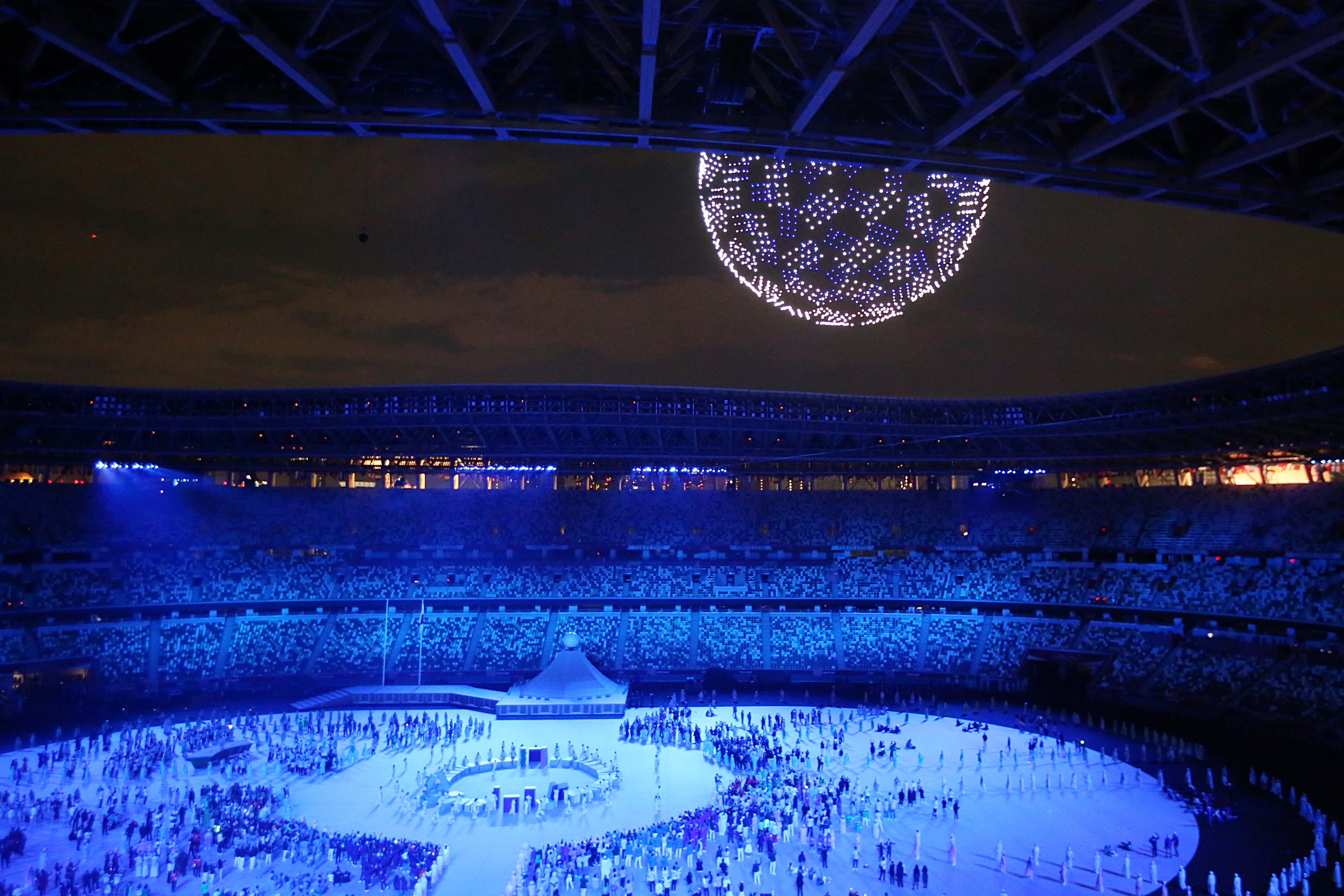
2020東京奧運開幕式

- 日本政府二度因應COVID-19疫情，針對部分都道府縣發布緊急事態宣言，為期自1月7日至3月21日
- 2021年福島地震
- 日本政府三度因應COVID-19疫情，針對部分都道府縣發布緊急事態宣言，為期自4月25日至6月20日
- 日本政府四度因應COVID-19疫情，針對部分都道府縣發布緊急事態宣言，為期自7月12日至9月30日
- 2020東京奧運及帕運
- 真鍋淑郎（普林斯頓大學）獲得諾貝爾物理學獎
- 岸田文雄就任第100任首相
- 第49屆日本眾議院議員總選舉
- 京王電鐵本線發生隨機殺人縱火事件
- 新版五百日圓硬幣發行[45]

### 令和四年（2022年）
- 2022年福島地震
- 安倍晉三遇刺案
- 第26屆日本參議院議員通常選舉

### 令和五年（2023年）
- 兒童家庭廳成立
- 第20屆統一地方選舉（日语：第20回統一地方選挙）
- 岸田文雄遇襲事件
- 強尼·喜多川性虐待醜聞爆發
- 政治募款餐會回扣醜聞爆發，涉及多名自民黨籍要員

### 令和六年（2024年）
- 能登半島地震
- 自民黨派系解散潮
- 新版一萬日圓、五千日圓、一千日圓紙幣發行[46]
- 令和米騷動
- 2024年東京都知事選舉
- 2024年日向灘地震
- 台风珊珊吹袭日本，造成九州及四國严重受灾
- 石破茂接替岸田文雄就任首相
- 第50屆日本眾議院議員總選舉，在野政黨獲得總席次超越自民黨執政聯盟
- 被團協獲得諾貝爾和平獎

### 令和七年（2025年）

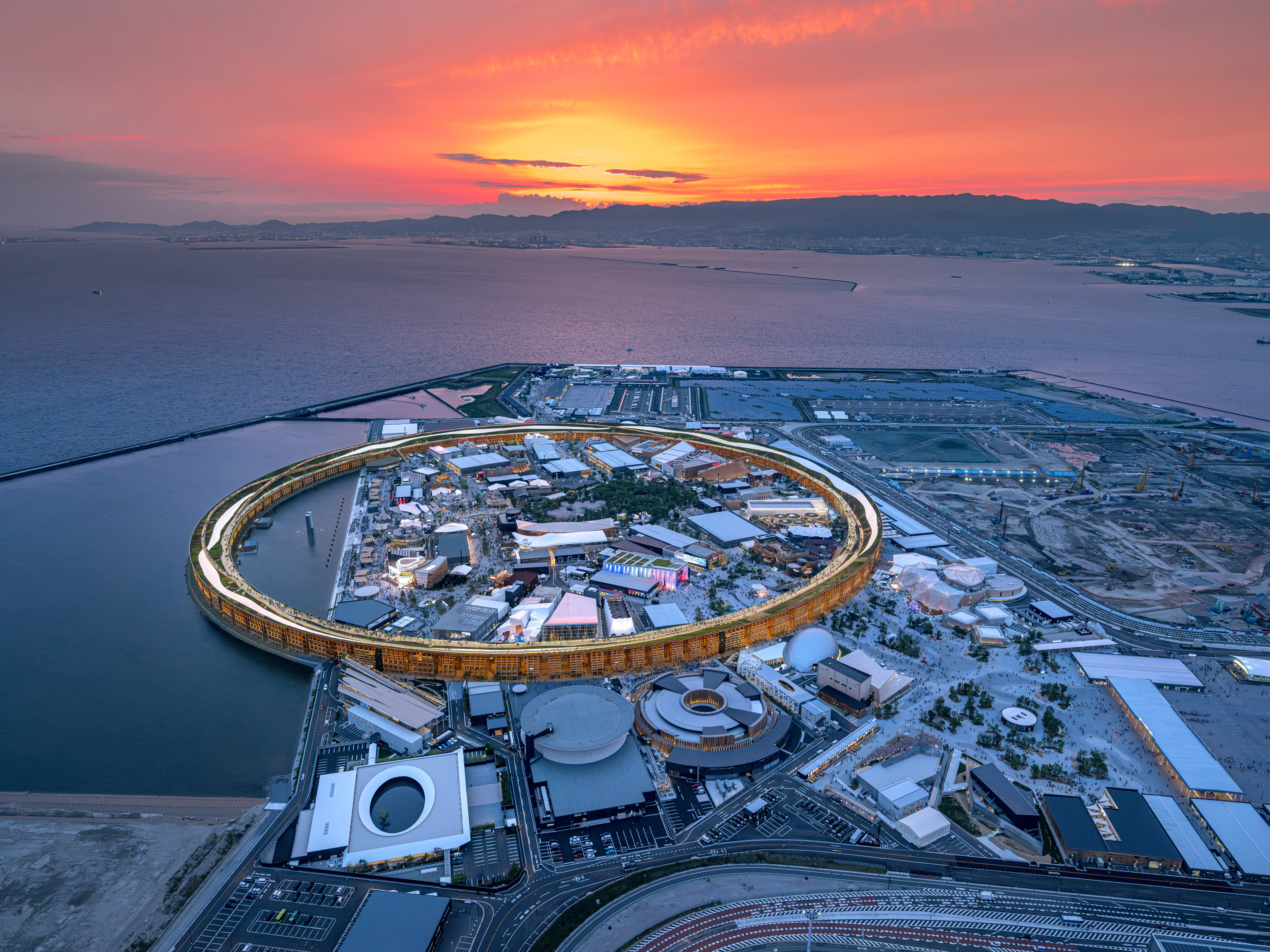
2025大阪·關西世博

- 2025年日向灘地震
- 八潮市天坑事故（日语：八潮市交差点道路陥没事故）
- 川普關稅議題
- 大阪·關西世博
- 長嶋茂雄逝世
- 米騒動持續，政府釋出儲備米（日语：政府備蓄米）試圖平抑米價
- 第27屆日本參議院議員通常選舉，自民黨執政聯盟大敗、在國會兩院失去絕對多數
- 2025年堪察加半島地震觸發海嘯，氣象廳對太平洋沿海地區發布海嘯警報及海啸注意警报

## 与公历的对照表
令和n年與公元g年的關係是 n = g - 2018。
| 令和 | 元年   | 2年    | 3年    | 4年    | 5年    | 6年    | 7年    |
| ---- | ------ | ------ | ------ | ------ | ------ | ------ | ------ |
| 公元 | 2019年 | 2020年 | 2021年 | 2022年 | 2023年 | 2024年 | 2025年 |
| 干支 | 己亥   | 庚子   | 辛丑   | 壬寅   | 癸卯   | 甲辰   | 乙巳   |

## 同期存在的其他政權之紀年
- 民國紀年：中華民國國家紀年曆法
- 主體年號（1997年7月8日－2024年10月12日）：朝鲜民主主义人民共和国紀元，令和元年=主體108年（纪年方式为追尊朝鲜民主主义人民共和国缔造者及主体思想创立人金日成的出生年1912年为主体元年）
- 埃塞俄比亞曆：埃塞俄比亞曆法
- 佛曆：泰国曆法
- 希伯来曆：以色列曆法
- 印度曆：印度曆法
- 伊朗曆：伊朗及阿富汗曆法
- 伊斯兰曆：伊斯兰国家曆法

## 總理大臣
1. 安倍晋三（继自平成時代）
2. 菅义伟
3. 岸田文雄
4. 石破茂